# International Association of Paper Historians
Die International Association of Paper Historians (IPH) (deutsch Internationale Arbeitsgemeinschaft der Papierhistoriker, französisch Association Internationale des Historiens du Papier) ist eine internationale Vereinigung zur Erforschung der Geschichte des Papiers.

## Geschichte
Die Vereinigung wurde 1959 in Bamberg von Vertretern aus den beiden damals bestehenden deutschen Staaten, aus der Schweiz und aus den Niederlanden gegründet. Zu nennen sind u. a. Fritz Blaser, Theo Gerardy, Robert Große-Stoltenberg, Armin Renker, Wolfgang Schlieder, Toni Schulte, Lore Sporhan-Krempel, Henk Voorn und Wisso Weiß. Emile Joseph Labarre, der Gründer der Paper Publications Society in Hilversum, ließ sich durch A. M. van der Feltz vertreten. Beim 25-jährigen Jubiläum der Vereinigung konnten 1984 Mitglieder aus etwa 40 Nationen verzeichnet werden. Die Vereinigung führte Fachleute aus Archiven, Bibliotheken und Museen, aus Industrie und Handel, Restauratoren, Papierkünstler etc. zusammen. In der seit 1951 vom Verein der Zellstoff- und Papier-Chemiker und -Ingenieure / Forschungsstelle Papiergeschichte in Mainz herausgegebenen Zeitschrift Papiergeschichte hatte die neue Vereinigung von Anfang an eine international beachtete publizistische Plattform für alle Fragen der Papiergeschichte und der Wasserzeichenforschung.

## Aktivitäten
Sie hält in zweijährigem Abstand internationale Kongresse ab und publiziert deren Ergebnisse. Zudem erscheint seit 2009 in halbjährigem Abstand das Periodikum IPH Paper History. Durch die Veröffentlichung einer internationalen Norm zur Erfassung von Papieren mit oder ohne Wasserzeichen (1992, 1997 bzw. 2012) nimmt die IPH wesentlichen Einfluss auf die einheitliche Beschreibung von historisch überlieferten Papierdokumenten.

## Präsidenten
1. 1963–1974 Henk Voorn (NL)[8]
2. 1974–1984 Hans B. Kälin (CH)
3. 1984–1988 Richard L. Hills (GB)[9]
4. 1988–1998 Peter F. Tschudin (CH)
5. 1998–2004 Albert J. Elen (NL)
6. 2004–2008 Józef Dąbrowski (PL)[10]
7. seit 2008 Anna-Grethe Rischel (DK)